# IFTTT
IFTTT, est un sigle pour « IF This Then That » (« Si ceci alors cela »), est un service web permettant d'intégrer les données d'une application Web à une autre et d'automatiser les workflows.

## Histoire
Le 14 décembre 2010, Linden Tibbets, cofondateur d'IFTTT, poste un billet de blog intitulé ifttt the beginning... annonçant le nouveau projet. Les premières applications IFTTT sont conçues et développées par Tibbets et son cofondateur, Jesse Tane. Le 7 septembre 2011, Tibbets annonce que le site est officiellement ouvert,.
Le 30 avril 2012, l'entreprise annonce que ses utilisateurs ont créé la millionième tâche. En juin 2012, le service supporte l'Internet des objets, en intégrant les périphériques Belkin WeMo, permettant ainsi aux Recettes d'interagir avec le monde physique. Le 10 juillet 2013, une application iOs est disponible dans l'App Store ; elle est suivie par sa version Android le 24 avril 2014. Fin 2014, le business d'IFTTT est évalué à environ 170 millions de dollars par Pitchbook.
Le 19 février 2015, IFTTT renomme l'application d'origine IF et publie une suite d'applications appelé Do qui permettant de créer des raccourcis d'applications et des actions. L'entreprise développe trois nouvelles applications liées à son service :
- Do Bouton qui permet de déclencher une action sur la pression de celui-ci.
- Do Camera qui envoie automatiquement l'image à un service de partage en ligne (Facebook, Twitter, Dropbox, etc.).
- Do Notes qui permet de partager des notes sur internet.

À partir de 2015, les utilisateurs de l'IFTTT créent environ 20 millions de recipes chaque jour.
En novembre 2016, les quatre fonctionnalités fusionnent au sein d'une unique application. En décembre 2016, la société annonce un partenariat avec Jotform pour intégrer un Applet afin de créer des actions dans d'autres applications,.
En septembre 2020, limite la version gratuite et déploie une version payante.

## Fonctionnalités
Les chaînes d'instruction simples appelées applets. Une applet est déclenchée par des changements qui interviennent au sein de services web tels que Gmail, Facebook, Instagram ou Pinterest. Par exemple, un applet peut envoyer un courriel si l'utilisateur tweete avec un hashtag donné, ou encore sauvegarder les photos publiées sur Facebook dans un service de stockage comme Dropbox, ou bien s'envoyer un courriel s'il pleut demain.

### Aperçu
IFTTT emploie les concepts suivants :
- Les Services (anciennement connu en tant que canaux) sont les « blocs de construction de base de IFTTT »[13]. Ils décrivent principalement une série de données provenant d'un certain service web comme YouTube ou eBay. Les Services peuvent également décrire des actions contrôlées avec certaines Api, comme les SMS. Parfois, il peut s'agir d'informations sur des conditions météorologiques ou des cours boursiers[14]. Chaque service dispose d'un ensemble particulier de déclencheurs et d'actions[15]
- Les Déclencheurs sont les parties This d'une applet. Ce sont les éléments qui déclenchent l'action. Par exemple, à partir d'un flux RSS, vous pouvez recevoir une notification basée sur un mot clé ou une phrase.
- Les Actions sont les parties That d'une applet. Ils sont le résultat du déclenchement du trigger.
- Les Applets (anciennement appelées recettes) sont les prédicats faits à partir de Déclencheurs et d'Actions. Par exemple, si vous aimez une image Instagram (déclencheur), une application IFTTT peut envoyer la photo sur votre compte Dropbox (action).
- Les Ingrédients sont des données de base disponibles à partir d'un déclencheur - par exemple pour un déclencheur de courrier électronique: sujet, corps, pièce jointe, date de réception et adresse de l'expéditeur.

### Exemples d'utilisation
- IFTTT peut automatiser les tâches d'application Web, telles que publier le même contenu sur plusieurs réseaux sociaux.
- Les professionnels du marketing peuvent utiliser IFTTT pour suivre les mentions de sociétés dans les flux RSS[16].

## Citation
IFTTT a été reçu positivement par Forbes, Time, Wired, The New York Times, et le Reader's Digest. 

## Concurrence
Google a développé un service concurrent (ou complémentaire) à IFTTT centralisé sur sa plateforme Google Assistant : Actions on Google (en).
D'autres entreprises comme Microsoft (avec Microsoft Power Automate), Amazon (avec Alexa Skills Kit) ou encore Zapier produisent également des solutions concurrentes.